# Балијско море
Балијско море (инд. Laut Bali) је море које се налази у Азији, северно од острва Бали (по којем је и добило име), а јужно од Кангеанских острва у Индонезији. Налази се југоисточно од Флореског мора. Има површину од 45.000 км2.